# Вале ди Мадалони (Казерта)
Вале ди Мадалони (итал. Valle di Maddaloni) је насеље у Италији у округу Казерта, региону Кампанија.
Према процени из 2011. у насељу је живело 2188 становника. Насеље се налази на надморској висини од 129 м.

## Становништво
| 1931. | 1936. | 1951. | 1961. | 1971. | 1981. | 1991. | 2001. | 2011. |
| ----- | ----- | ----- | ----- | ----- | ----- | ----- | ----- | ----- |
| 2.262 | 2.390 | 2.831 | 2.611 | 2.193 | 2.159 | 2.374 | 2.556 | 2.807 |